# Gustaf de la Chapelle
Gustaf Richard de la Chapelle, född omkring 1630, död omkring 1670, var en svensk militär och stuckatör.
Han var son till överstelöjtnant Adam de la Chapelle och Catharina Schiff samt gift med Elsa Hästesko i hennes första gifte. 
De la Chapelle var ursprungligen militär och avancerade till kapten innan han tog avsked. Efter att hans mor gift om sig med stuckatören Daniel Anckerman kom han att ägna sig åt styvfaderns yrke. Han utförde dels som medhjälpare åt styvfadern och självständiga stuckaturarbeten i det Wrangelska palatset i Stockholm. I november 1665 tilldelades han ett tvåårigt stipendium för att kunna resa uti främmande land och öva sig vidare uti konsten han lärt haver, till att arbeta uti gips och stuck. 